# Cleptometopus mniszechii
Cleptometopus mniszechii là một loài bọ cánh cứng trong họ Cerambycidae.